# Centre ferroviaire d'Acharnés
Le Centre ferroviaire d’Acharnés (en grec : Σιδηροδρομικό Κέντρο Αχαρνών et en abrégé ΣΚΑ) est une gare ferroviaire grecque. C'est un nouveau nœud ferroviaire situé à Acharnés dans la banlieue nord d’Athènes.
Gare centrale, elle est le point d'échange pour les services passagers entre le nord et le sud du pays en connexion avec le réseau rapide Proastiakós. Elle devrait remplacer à terme les deux gares existantes desservant chacune un sous-réseau : la gare de Lárissa pour le nord et la gare du Péloponnèse pour le sud du pays.

## Histoire
La gare est mise en service le 5 avril 2011.